# Лапонска сова
Лапонска сова (лат. Strix nebulosa) врста је птице која припада реду сова (Strigiformes) и породици правих сова (Strigidae). За разлику од шумске сове из истог рода, припада великим совама, тело је дужине од 61 до 84 центиметра и распон крила око 140 центиметара у просеку. Ова збијена сова сивог перја има крупне очи са жутим беоњачама и нема ушне ћубе. Има карактеристично лице, које се састоји од шест или више сивих или браон концентричних кругова на белој позадини. Због величине и боје позната је и као велика сива сова.
Ова сова живи на северној полулопти. У Евроазији настањује подручја од северне Скандинавије, северне Русије и северног Сибира јужно до централне Русије, северне Монголије, северне Манџурије, Приамурја и Сахалина, док је у Северној Америци присутна у већем делу Канаде и северним деловима Сједињених Држава.
Постоје две подврсте лапонске сове — северноамеричка и евроазијска. Северноамеричка подврста је незнатно већа, тамније обојена и сиве пруге на горњим деловима тела су јој мање изражене, а светли делови крила су јој значајније сиво ишарани.
Лапонска сова је и станарица и селица, а главни покретач миграције је свакако плен — уколико га има у изобиљу, лапонска сова ће највероватније зиму провести у свом ареалу гнежђења, међутим, уколико плена нема довољно, извесно је да ће се кретати ка другим подручјима у потрази за пленом. Углавном лови ноћу, а с обзиром на добро развијен слух, лапонска сова може да ухвати плен служећи се искључиво слухом, што јој омогућава да неометано лови мале сисаре чак и током зиме, када се они налазе испод снежног покривача. Главни део исхране чине волухарице (Microtus) и џепни гофери (Thomomys).
Када је реч о оглашавању, територијални дозив испуштају јединке оба пола и он представља серију ниских, једнако размакнутих „хуу”-ова, с тим да је оглашавање мужјака дубље. Не налази се на IUCN црвеној листи и процењене су као „најмања брига” јер има широко распрострањење.
Размножавање почиње удварањем и спајањем парова, а јаја полажу од марта до маја. Женка након парења полаже обично три бела, овална или елиптична јаја. Инкубација траје у просеку 30 дана, а током тог периода женка напушта гнездо само на кратко како би извршила нужду и избацила пелет. Након излегања, младунци су тешки око 35 грама и обложени су паперјем. Са месец дана старости, млади већ полако излазе из гнезда, да би недељу до две након тога већ били способни да лете.

## Опис
Лапонска сова је једна од највећих врста сова на свету. У поређењу са великом ушаром има незнатно дуже тело, али мањи распон крила. Дуга је у просеку 61—84 центиметара и тешка је од 790 до 1.454 грама, с тим да је, као и код осталих сова, мужјак мањи од женке, па је тако просечна тежина мужјака 700—1.175 грама, док женка у просеку тежи 925—1.700 грама. Има велик распон крила, до 152 центиметра, код женки у просеку 142 центиметра, а код мужјака 140 центиметара, а крила су дуга 37—43 центиметра код мужјака, односно 39—45,5 центиметара код женке.
Перје је у великој мери сиво, са финим комбинацијама белих, сивих и браон пруга. Горњи делови тела су неправилно ишарани тамним и светлим бојама, а доњи делови су прошарани дебелим пругама. Велики кружни фацијални диск, уз помоћ финих пруга чини да глава изгледа као да се састоји од шест или више сивих или браон концентричних кругова на белој позадини. Такође, ове фацијалне шаре чине да сова изгледа „изненађено” или „као да се мршти”, док неки то описују и као „застрашујући изглед”. Кљун је жуте или боје слоноваче, са црном шаром на перју испод. Има истакнуте беле шаре између очију и горњег дела кљуна, а очи су јој жуте и велике, мада изгледају мало због велике главе и фацијалног диска.
Ноге су јако оперјале и тешко се могу запазити. Ножни прсти су наранџасто-жути, а канџе светлосиве у основи, прелазећи у црну боју на врху. Реп је дуг, клинастог облика, ишаран сивом и браон бојом. Због величине и боје позната је и као велика сива сова (енгл. Great Gray Owl).

### Сличне врсте
Иако слична пругастој сови (Strix varia), од ње се разликује то томе што је много већа, има светле жуте очи, непрошаране груди, упадљиве беле шаре на врату и израженије концентричне прстенове на фацијалном диску.
- Глава лапонске сове
- Глава из профила
- Очи лапонске сове
- Попречни пресек јединке показује количину перја (Зоолошки музеј Копенхаген)

## Систематика
Постоје две подврсте лапонске сове:
- (Forster, 1772) — живи на подручју Северне Америке
- (Thunberg, 1798) — настањује Европу и Азију[10]

Северноамеричка подврста је тамније обојена, сиве пруге на горњим деловима тела су јој мање изражене, а светли делови крила су јој значајније сиво ишарани. Северноамеричка лапонска сова има прецизно и изражено ишаране доње делове тела уместо уздужних шара код евроазијске подврсте, тамномермерно обојена одозго и има мање истакнуто бело перје између очију и горњег дела кљуна. Номинална, северноамеричка подврста је око 4% већа од евроазијске у тежини и дужини крила, а јаја су јој за 10% већа.
Када је реч о сродним врстама, ДНК анализе су показале да су лапонској сови сродне шарена сова, која живи у отвореним шумама од Мексика до североисточне Аргентине, и пругаста сова, која настањује источне делове Северне Америке.
- Strix nebulosa nebulosa, Минесота, САД
- Strix nebulosa nebulosa, Квебек, Канада
- Strix nebulosa lapponica, Јужна Јакутија, Русија
- Strix nebulosa lapponica, Шведска

## Распрострањеност и станиште
Врста је присутна у Белорусији, Казахстану, Канади, Кини, Литванији, Монголији, Норвешкој, Русији, Сједињеним Америчким Државама, Украјини, Финској и Шведској. Врста је повремено присутна, или је миграторна врста у Немачкој и Пољској.

### Америка
Лапонска сова је холарктичка врста и неједнако је распрострањена и варијабилна у свом ареалу распрострањења. У Канади настањује подручја све до границе дрвећа у северном Јукону, северозападном и централном Макензију (река Локхарт, Велико ропско језеро), северном Саскачевану, Манитоби (Де Па) и северном Онтарију (река Северн, Муз Фектори), јужно преко јужног Јукона и унутрашњости Британске Колумбије, северне и централне Алберте, Манитобе (језеро Дофен, Саут Џанкшн) и централног Онтарија. Вероватно настањује и Квебек, али су неопходне подробније студије и теренска истраживања како би се то потврдило, а и преиспитао цео канадски део ареала.
У Сједињеним Државама је присутна на централној и јужној Аљасци, у централном и јужном Вашингтону, северном Ајдаху, западној Монтани (Битерути и северне Стеновите планине) јужно преко Каскадских планина и Сијера Неваде до источне и централне Калифорније, западне и централне Неваде и северозападног Вајоминга (Јелоустон парк и Абсарока планине).
Јужне популације у западним деловима Сједињених Држава су релативне станарице и целу годину проводе у свом ареалу гнежђења, док су канадске популације нестабилније и имају тенденцију ка зимској миграцији.
Ареал зимовања је сличан ареалу гнежђења, сем што поједине јединке имају тенденцију да током зиме нередовно лутају у потрази за пленом, најдаље до Пенсилваније и Лонг Ајленда, Њујорк.

### Евроазија
У Евроазији, лапонска сова настањује подручја од северне Скандинавије, северне Русије и северног Сибира јужно до централне Русије, северне Монголије, северне Манџурије, Приамурја и Сахалина. Слично Америци, где се ареал спушта ка југу дуж планинских венаца на западу Северне Америке, и у средњој Азији ареал се проширује дуж централноазијских планина, где лапонска сова настањује четинарске шуме Салаирског побрђа и Кузњецк Алатауа у северним Алтајским планинама, као и четинарске шуме Хентајских планина у североисточној Монголији.

### Миграција
Лапонска сова може да буде и станарица и селица — у појединим деловима свог ареала је стабилна, док у другим може бити веома миграторна током ируптивних година, а главни покретач миграције је свакако плен — уколико га има у изобиљу, лапонска сова ће највероватније зиму провести у свом ареалу гнежђења, међутим, уколико плена нема довољно, извесно је да ће се кретати ка другим подручјима у потрази за пленом. Поред тога, мања кретања могу да изазову и неповољни временски услови, па је тако забележено да се популације које живе на већим надморским висинама током зиме спуштају у ниже области, где снежни покривач није толико дебео. У Сједињеним Државама су ова потоња кретања углавном кратка и популације прелазе од 5 до 45 km, док у Канади и на Аљасци јединке могу прећи и до 700 km. У Скандинавији се током зиме спорадично сели у јужне делове ареала гнежђења. У Евроазији се лапонска сова, у зависности од присуства плена, креће како јужно, тако и северно кроз свој ареал гнежђења у хладним сибирским тајгама.
Неправилне географске ирупције лапонске сове су сличне оним које имају арктичке популације снежне сове, па, слично као и код снежне сове, и код лапонске сове женке обично мигрирају раније и даље од мужјака — женке свој ареал гнежђења напуштају током октобра и у просеку прелазе око 370 km, док мужјаци то чине током јануара и фебруара и просечно прелазе 230 km, мада не постоје значајне разлике у правцима миграције између полова.
На основу радио-таговања утврђено је да једна јединка током 24 часа може да пређе и до 40 km, а за три месеца преко 600 km. Такође, познато је да током миграције могу да формирају мања јата, а све у зависности од присуства плена у областима кроз које пролазе, па је тако у Торонту током зиме 1978—1979. године забележен парламент лапонских сова састављен од око 40 јединки, а исте године у Манитоби парламент од преко сто лапонских сова.

### Станиште
Лапонска сова настањује широки спектар различитих станишта и надморских висина, с тим што преферира шуме поред ливада. Живи у шумама које су богате старим четинарским и листопадним дрвећем са густим крошњама. У Канади је широко распрострањена у тајгама, мочварама са белом маховином (Sphagnum), слатинама и другим отвореним просторима. У Манитоби за гнежђење преферира дрвеће америчког ариша (Larix laricina) у мочварама, а избегава суве борове и отворена подручја без дрвећа. У националном парку Јосемити гнезди се искључиво у великом дрвећу са поломљеним врхом, а то је углавном дрвеће зелене дуглазије или западног ариша (Larix occidentalis). У јужним деловима ареала живи у листопадним и четинарским шумама до висина од 2.800 метара, где се углавном гнезди на гранама америчког бора (Pinus contorta), дуглазије (Pseudotsuga menziesii) и америчке јасике (Populus tremuloides), док у Калифорнији преферира шуме бора и јеле у близини планинских пашњака на висинама од 750 до 2.250 метара.
Током зиме се углавном налази у истим стаништима, преферирајући за гнежђење амерички ариш, црну смрчу (Picea mariana) и тополе (Populus) у Сједињеним Државама, док у Канади настањује отворена поља са раштрканим великим дрвећем, шеваре и грмље.

## Исхрана

### Лов
Током гнежђења, лапонска сова лови и током ноћи и током дана, а дневни часови су углавном крепускуларни (зора и сумрак), док зими углавном лови ноћу, мада су забележени случајеви да је лапонска сова и током зиме крепускуларни и дневни ловац. Лови најчешће с одмаралишта, пажљиво осматрајући и ослушкујући околину у потрази за пленом. Након што уочи плен на удаљености до 100 метара, она се устремљује на њега директно с одмаралишта. Понекад лови и док лети преко поља, уочавајући и хватајући плен у лету. Када је реч о малим сисарима, лапонска сова их обично гута целе, док већи плен кида на комаде или једе само поједине делове тела.
С обзиром на добро развијен слух, лапонска сова може да ухвати плен служећи се искључиво слухом, што јој омогућава да неометано лови мале сисаре чак и током зиме, када се они налазе испод снежног покривача. Када је реч о овом лову, сова се, након што слухом региструје плен испод снега, стропошта у лету ка њему и канџама пробија снег и хвата плен, а снажне канџе омогућавају јој да пробије чак и лед довољно дебео да издржи човека тешког 80 килограма. Стопала и канџе су релативно мање него код осталих сова, а канџе нису ни толико масивне, али веома танке и оштре попут игле. Захваљујући стропоштању и силини, може да дохвати плен који се налази и до 45 центиметара дубоко испод снега. На сличан начин током лета може да пробије земљу и ухвати џепног гофера, једног од глодара којим се редовно храни, који се налази у својој рупи у земљи. Асиметрични ушни отвори јој несумњиво помажу да плен детектује искључиво уз помоћ слуха, а они су састављени од дијагоналног кожног трабекулума и широког преауралног обода, што лапонску сову разликује од гаћасте кукумавке (Aegolius funereus), дугорепе сове (Strix uralensis), утине (Asio otus) и кукувије (Tyto alba), које се такође ослањају на слух приликом лова, али чији ушни отвори имају другачију грађу. Асиметрија у величини и положају ушних отвора код лапонске сове је додатно повећана асиметријом саме лобање, с обзиром на то да је леви ушни отвор усмерен више ка горе у односу на десни, што додатно поспешује оштрину слуха и лоцирање положаја плена.

### Плен
У већем делу Северне Америке, главни део исхране чине волухарице (Microtus), док се џепним гоферима (Thomomys) највише храни у националном парку Јосемити, југоисточном Ајдаху и северозападном Вајомингу. Поред тога, на менију јој се налазе и ровчице (Sorex, Blarina brevicauda, Microsorex hoyi), кртице (Scapanus), глодари из рода Peromyscus (првенствено Peromyscus maniculatus), црвене веверице (Tamiasciurus), летеће веверице (Glaucomys) и скочимишеви (Zapus). У Канади се, уз претходно поменуте, храни и звездоносом кртицом (Condylura cristata), северним мочварним лемингом (Synaptomys borealis), великом ласицом (Mustela erminea), кунићима, америчким кобцем (Accipiter striatus), ширококрилим мишарем (Buteo platypterus), сивом америчком крејом (Perisoreus canadensis), црвеногрудим косем (Turdus migratorius) и смрчевим тетребом (Falcipennis canadensis). Када очајнички тражи храну, ова сова може појести чак и жабу (Ranidae, Hylidae).
Када је реч о исхрани, лапонска сова се у свом ареалу мало преклапа са другим врстама сова, тако да се борба за храну дешава повремено и углавном само у годинама када хране нема у изобиљу, тако да се тада такмичи са америчком буљином (Bubo virginianus), утином (Asio otus) и гаћастом кукумавком (Aegolius funereus). Ипак, америчка буљина се уобичајено храни тетребима и зечевима — храном која је превелика за лапонску сову. Поред тога, иако се, рецимо, утина, као и лапонска сова, храни џепним гоферима, утина првенствено бира јувенилне јединке ових глодара, док се лапонска сова храни одраслим.

## Вокализација
Вокални репертоар лапонске сове је разноврстан и мења се са старошћу јединке. Младе птице се оглашавају ниским цвокотањем, да би, како постају старије, почеле да испуштају гласнији, оштар писак. Чак и неколико месеци након што добију перје, млади и даље настављају да испуштају звук којим траже од родитеља храну. Када виде уљеза, младунци се обично оглашавају сиктањем.
Територијални дозив испуштају јединке оба пола и он представља серију ниских, једнако размакнутих „хуу”-ова, с тим да је оглашавање мужјака дубље. Овај дозив се најчешће може чути током сезоне гнежђења и у или у близини гнезда и то у ноћним часовима. Друго дозивање, које је сачињено од ниских, меких, двоструких „хуу”-ова представља контактни дозив и повезано је са одбраном територије. Уз ове, мужјак понекад испушта и мекшу верзију територијалног дозивања када доноси храну женки, а још једна варијација територијалног дозивања може се чути од стране женке и представља реакцију на узнемиреност обично узроковану људским фактором.
Типично оглашавање женке приликом тражења хране јесте меки, појединачни дозив који женка понавља и који се може описати као „вууп” или „ву-уп”, а фреквенција и опсег понављања зависе од степена глади. Ово оглашавање се може чути током ноћи, у рано јутро и касно вече, а понекад се користи и како би се одржао контакт између мужјака и женке, као и између младих.
Током размене плена, како између мужјака и женке, тако и између одраслих и младунаца, често се може чути узбуђено, високо цвокотање. Када су млади или гнездо угрожени од стране непријатеља, може се чути гласни, неправилан дозив помало сличан цвркутању и служи за одвраћање пажње предаторима. Поред свих ових дозивања, забележени су и назално њиштање и блејање код мужјака након што су јаја излегнута, као и дводелно, кратко лајање које испушта женка као упозорење младунцима.
Репертоар дозивања највећи је током сезоне гнежђења, док се ван сезоне размножавања може чути свега неколико различитих дозива, а са повећањем обима репертоара углавном долази током јесени.
Када је реч о невокалном оглашавању, оно се код лапонске сове састоји од клепетања кљуном које „испуштају” и младунци и одрасли и то готово увек као одговор на људско узнемиравање, а обично је праћено сиктањем.

## Понашање

### Кретање
Ретко хода по земљи, а када то чини, углавном хода по тврдом снегу, по ком са лакоћом може и да трчи. Младунци се добро пењу уз помоћ стопала, кљуна и крила, а када су још увек недовољно зрели да би летели, често скакућу на земљи од дрвета до дрвета.
Лет лапонске сове се састоји од спорих и дубоких замаха крила, тако да у неку руку подсећа на лет мољаца. Са друге стране, приликом лова лет може бити изузетно агилан и брз. Пре него што се устреми на плен, често лебди изнад места на ком сумња да се налази плен, а кад га уочи, стропошта се на њега. Оптерећење крила је мало и у просеку износи 0,35 g/cm², што је знатно мање него код буљина, а то јој омогућава спори, тихи лет, пун маневара, тако да са лакоћом лети између дрвећа у густим шумама, изгледајући тако много мања него што заиста јесте. Летно перје је изузетно мекано, тако да се ретко повређује чак и ако крила ударе у грану приликом таквог лета.

### Брига о себи
Након спавања и купања, често дотерује своје перје, протреса тело и истеже се. Ногу и крило који се налазе са исте стране повремено истеже симултано, а понекад такође истеже оба крила и пребацује их преко главе. Јединке у дивљини се ретко сунчају током лета, док је код оних у заточеништву забележено да се сунчају од јуна па све до септембра.
Време током дана обично проводи на грани дрвета, близу стабла, што јој омогућава лакшу камуфлажу. У тим ситуацијама, лапонска сова спушта главу, затвара очи и „савија” фацијални диск, делећи тако лице вертикалном тамном линијом која се често поклапа са околним усправним шарама коре дрвета. Током топлог времена, одмара се на дрвећу са прилично густом вегетацијом, а такође и често мења дрво на ком одмара. Зими често дан проводи на осунчаним отвореним подручјима, у којима одмара на врховима стубова, бандера и стабала.
Иако је примарно ноћна птица, лапонска сова може ловити током дана, поготово у периодима након излегања и генерално када се гнезди. Лов током дана је такође забележен зими на подручју Канаде.

### Предација
Лапонска сова непосредну околину свог гнезда брани како од других јединки своје врсте, тако и од неких других врста, укључујући гаврана (Corvus corax), ширококрилог мишара, јастреба (Accipiter gentilis) и америчку буљину (Bubo virginianus). Уљезе који се превише приближе гнезду гони, а понекад их напада и канџама. Када је реч о самој одбрани гнезда, женке су углавном срчаније, тако да су много опасније када бране своје младунце. Европски орнитолози управо из тог разлога носе кациге и маске за лице када се приближавају гнезду, а све како не би били озлеђени. Забележено је да лапонска сова може успешно отерати од гнезда чак и медведа.
Интраспецијска агресија се понекад може запазити у областима у којима ова птица проводи зиму. Са друге стране, лапонску сову често узнемиравају друге птице, међу којима и ритска сова (Asio flammeus), ширококрили мишар и јастребови, а углавном им успешно побегне користећи се својим врлудавим летом кроз густу шуму.
Када се нађе у опасности, лапонска сова шири своје рикталне чекиње и пратеће перје, откривајући и истичући тако кљун. Ако се интензитет претње повећа, она полако спушта крила ка доле и благо их шири, а у исто време почиње да клепеће кљуном или испушта тихо букање. Након тога  напада. Поред овога, понекад спушта једно или оба потпуно раширена крила ка доле, док ка горе подиже главу и перје. Лапонска сова на неке претње може реаговати и тако што сабија главу и телесно перје, држећи очи отворене и груди усмерене директно ка извору претње.

### Територијалност
Лапонска сова је интраспецијски територијална врста само када се претња нађе у непосредној близини гнезда. Генерално не брани своја подручја за храњење, мада су и такви случајеви забележени у Калифорнији. Парови се обично гнезде на међусобној удаљености од око пола километра, на Скандинавији и гушће. Током зиме, постоје назнаке територијалности, углавном у периодима и областима у којима је плен оскудан.
Одрасли мужјаци вокализацијом успостављају и означавају територију у близини свог гнезда. Територије се успостављају најраније у јесен, и то непосредно пре гнежђења, а у неким областима ареала парови лапонских сова те територије могу настањивати током целе године.
Генерално је толерантна на друге сове и диуралне птице грабљивице, тако да се гнезда америчке буљине, ширококрилог мишара, црвенорепог мишара, јастреба, јастребаче (Surnia ulula) и гаћасте кукумавке (Aegolius funereus) могу наћи у кругу од 500 метара од гнезда лапонске сове. Може се такмичити за гнездо са америчком буљином, с обзиром да обе врсте воле да се гнезде у напуштеним гнездима других грабљивица која се налазе на отвореним просторима.
Када је реч о интеракцији са другим врстама, лапонска сова је често узнемиравана од стране црвеногрудог коса (Turdus migratorius) и  птица из породице врана. Поред тога, забележено је и да америчка буљина може појести младунце лапонске сове уколико се исти налазе у напуштеном гнезду црвеногрудог коса, а и јастреб и црвенорепи мишар могу напасти младунце. Поред птица, и неки сисари се могу сврстати у предаторе који нападају ову сову, па је тако забележено да младунце убијају амерички црни медвед (Ursus americanus) и куна риболовац (Pekania pennanti), а одрасле јединке канадски рис (Lynx canadensis).
Иако је лапонска сова дужа и по изгледу већа од сова из рода буљина (америчка буљина у Северној Америци, буљина у северозападном палеарктику), њена маса износи у просеку 84% масе америчке буљине и свега 40% масе буљине. Тако да, упркос импресивној величини, лапонска сова узима мали проценат плена и мало је вероватно да се директно такмичи за плен са буљинама. Са друге стране, мање врсте попут утине и гаћасте кукумавке могу представљати директнију конкуренцију за храну, поготово у периодима када плена нема у изобиљу. Надметање за место за гнежђење је много озбиљније од оног за храну. Како се америчка буљина гнезди раније, а како има сличне потребе за гнездом као и лапонска сова, она обично покупи најбоље локације и најпогоднија гнезда, тако да лапонској сови остаје мало избора. Ипак, лапонска сова се еволутивно навикла на ову ситуацију и довољно је јака и упорна да из гнезда избаци птице из породице јастребова како би себи обезбедила што бољу локацију за гнежђење.
- Лапонска сова на одмаралишту
- Лапонска сова у лету
- Са раширеним крилима
- Лапонска сова дотерује своје перје
- Сунча се

## Размножавање
Лапонска сова генерално није моногамна врста, међутим, веза између пара се може одржати дуже од једне године уколико је популација плена довољно висока. Ова сова достиже полну зрелост и почиње са размножавањем са око три године старости. Јединке крећу са формирањем парова најраније током јануара, а најкасније током априла и маја, односно до две недеље пре полагања јаја, а само удварање и процес одабирања гнезда може почети у новембру. Време полагања јаја варира у зависности од дела ареала, квалитета локације и доступности плена, али се у просеку јаја полажу од марта до маја, с тим што може доћи до кашњења у годинама када су снежне падавине веће. Не долази до поновног гнежђења сем у случајевима када је прво легло неуспешно.
Пар више пута посећује гнездо 17—25 дана пре гнежђења, а дешава се и да се обиђе више различитих гнезда пре него што се одабере најбоље. Као локација за гнездо углавном се бирају мртва стабла са сломљеним врхом, стара и напуштена гнезда других грабљивица, грмље имеле, а повремено се гнезди и на земљи. Као ни друге сове, ни лапонска сова не додаје материјал у гнездо, већ само настањује дату локацију. Уколико је гнездо довољно добро, један пар га може користити током више година.
Женка након парења полаже 2 до 5, обично три бела, овална или елиптична јаја која су у просеку велика 53,5 × 42,5 милиметара. Јаја су нешто дужа и више јајаста у односу на јаја других сова из рода  безухих сова, што представља адаптацију која спречава да се јаја откотрљају и испадну из отворених, равних гнезда.
Инкубација започиње одмах након полагања првог јајета, а врши је искључиво женка, која сноси јаја у размаку од 1 до 3 дана. Инкубација траје у просеку 30 дана, а током тог периода женка напушта гнездо само на кратко како би извршила нужду и избацила пелет.
Након излегања, младунци су тешки око 35 грама и обложени су паперјем. Како је мужјак задужен за исхрану, он у том периоду доноси и до пет плена дневно, тако да млади добијају брзо на тежини, у просеку по 20 грама дневно. Птићи постепено добијају перје, тако да су након неког периода мермерно сиви и бели, добро се уклапајући тако у шумску околину.
Две до три недеље након излегања, женка почиње да чешће излази из гнезда и одмара се на оближњим гранама. У првим данима, мужјак доноси храну коју предаје женки која потом храни младунце, док након оперјавања мужјак директно храни младунце. Са месец дана старости, млади већ полако излазе из гнезда, када се пењу по гранама служећи се канџама, кљуном и крилима, да би недељу до две након тога већ били способни да лете. У периоду напуштања гнезда, птићи у просеку теже између 360 и 750 грама. Када младунци постану способни да лете, женка буде уз њих још кратко време како би их штитила, а потом их напушта, да би мужјак остао уз њих и до три месеца, када младе птице почињу саме да лове.
- Лапонска сова у гнезду
- Младунче лапонске сове
- Младунче зева
- Млада лапонска сова
- Јувенилна јединка

## Демографија и популације
Лапонска сова у просеку живи између 9 и 13 година, а узроци раније смрти могу бити различити. Тако су у Канади главни узроци смрти судари са аутомобилима, убијање од стране људи, гладовање, а за њену смрт могу бити заслужни и предатори попут гаврана који једе јаја и младунце, и америчка буљина, која напада како младе, тако и одрасле јединке. У ируптивним годинама често главни фактор смртности буде гладовање услед недостатка хране. У таквим годинама, велики број јединки напушта свој ареал гнежђења, па исхрана постаје тежа и независнија, поготово за млађе јединке.
Ову сову често нападају разни инсекти и паразити, који такође могу изазвати разне болести па чак и смрт. Међу њима су муве из породице Simuliidae и комарци, који гризу младе, узрокујући отицање капака, а понекад и смрт. Када је реч о паразитима, њено перје нападају ваши из рода Kurodaia, док се црева лако могу заразити ваљкастим црвима. Могу оболети од кокцидиозе, болести која напада танко црево, док се јединке у заточеништву често заразе аспергилозом, узрокованом гљивама.

### Популациони статус
Густина јединки се знатно разликује од региона до региона, а увелико зависи од присутности плена и доступности гнезда. У Орегону се густина креће од 0,74 до 1,72 пара по квадратном километру, у Манитоби и Минесоти у просеку износи 1,88, а у Калифорнији 0,66 парова по километру квадратном.

### Ефекти људске активности
Масовна сеча дрвећа има највећи утицај на популације лапонске сове. Сеча дрвећа и генерално крчење шума утиче на смањење броја како живог дрвећа, тако и мртвих пањева и стабала великих пречника, што драстично смањује број места погодних за гнежђење. Поред тога, често тровање џепних гофера и других животиња којима се лапонска сова храни може имати негативног утицаја.